# AMD Athlon 64 FX
Der Athlon 64 FX ist ein Mikroprozessor von AMD. Als Mitglied der K8-Generation ist er dank AMD64 kompatibel zum x86-Befehlssatz und gleichzeitig 64-Bit-fähig. Neuere Varianten mit zwei Prozessorkernen (Doppelkernprozessor) sind zur K9-Generation zu zählen.

## Sinn des Athlon 64 FX
Für den Athlon 64 FX hat AMD ein neues Vermarktungskonzept eingeführt: Da die Taktrate ohnehin nur noch bedingt Aussagekraft über die Leistungsfähigkeit eines Prozessors besitzt, verzichtet man beim Athlon 64 FX völlig auf irgendwelche Taktangaben im Namen und nennt alle derartigen Prozessoren einfach Athlon 64 FX. Der Kunde soll sicher sein, immer den schnellsten Athlon 64 zu kaufen, wenn er einen neuen Athlon 64 FX ersteht. In dem Moment, in dem AMD einen schnelleren Athlon 64 FX bringt, verschwindet sein Vorgänger vom Markt. Da das nur für Neuware gilt und ansonsten auf dem Gebrauchtmarkt Chaos eintreten würde, gibt es trotzdem noch eine Modellbezeichnung, die jedoch nichts mehr mit irgendwelchen Taktraten zu tun hat: Das erste Modell heißt Athlon 64 FX-51 (2,2 GHz), der nächste FX-53 (2,4 GHz) usw. Die Modellbezeichnung hat keinen bestimmten Bezug und soll nur die Leistungsfähigkeit innerhalb der Modellreihe beschreiben.
Der Athlon 64 FX ist vor allem für Heimanwender mit gesteigertem Bedarf an Rechenleistung gedacht, zum Beispiel für 3D-Computerspiele oder Videobearbeitung. Der FX hat im Vergleich zu den übrigen Athlon-64-Prozessoren ein Alleinstellungsmerkmal. Das Modell FX-51 hatte zu seiner Zeit als einziger Athlon 64 Dualchannel RAM (da es ein verkappter Opteron war), beim FX-53 für den Sockel 940 war es genauso, während der FX-53 für den Sockel 939 als einziger Athlon 64 einen Dual-Channel-Speichercontroller und 1 MB L2-Cache hatte (die ersten „normalen“ Dual-Channel-Athlon 64-CPUs für den Sockel 939 besaßen nur noch 512 kB). Das Modell FX-55 ist zum ersten Mal mit dem Athlon 64 X2 identisch (der Athlon 64 4000+ ist nur ein umbenannter Athlon 64 FX-53 und besitzt somit auch 1 MB L2-Cache und eine Taktfrequenz von 2,4 GHz). Die Sockel 940-Varianten FX-51 und FX-53 waren bis auf den RAM-Takt und das Package baugleich mit den AMD Opterons der 100er-Serie und waren auf die Sockel-940-Hauptplatinen angewiesen, mit dem damals noch nicht spezifizierten 200 MHz DDR registered RAM. Den FX-53 gab es dann auch für den Sockel 939, was den Verzicht auf teure Server- und Workstation-Hardware erlaubte. Ab dem FX-55 gab es diese Prozessoren dann nur noch für den Sockel 939, ab dem FX-62 nur noch für den Sockel AM2.
Eine Besonderheit des Athlon 64 FX ist die freie Festlegung des Multiplikators. Man kann diesen im Gegensatz zum normalen Athlon 64, frei ändern. Das erlaubt ein Übertakten des Prozessors ohne Erhöhung des Referenztaktes.

## Quad FX
Mit Einführung der AMD-Quad-FX-Plattform am 30. Dezember 2006 wurden auch drei neue Modelle des Athlon 64 FX nötig. Diese Prozessoren basieren wie gehabt auf dem Windsor-Kern, sind aber nun dual-prozessor-tauglich und somit nur für den Sockel F des AMD Opteron erhältlich. Daher gibt es, im Gegensatz zu vorher, auch mehr als ein Athlon FX-Modell gleichzeitig auf dem Markt, da speziell für diese Plattform die FX-70-Serie mit drei Modellen eingeführt wurde. Zusammen mit dem „normalen“ Modell für Single-CPU-Systeme sind damit vier Modelle gleichzeitig verfügbar.

## Modelldaten Sockel940
Alle Prozessoren für den Sockel 940 besitzen einen Speichercontroller mit zwei Kanälen (144 Bit, Dual-Channel-Betrieb) für DDR-SDRAM (Registered-Module notwendig).

### Sledgehammer C0
- Revision C0
- L1-Cache: 64 + 64 KiB (Daten + Instruktionen)
- L2-Cache: 1024 KiB mit Prozessortakt
- MMX, Extended 3DNow!, SSE, SSE2, AMD64
- Sockel 940, HyperTransport mit 800 MHz (HT 1600)
- Betriebsspannung (VCore): 1,50 V
- Leistungsaufnahme (TDP): 89 W
- Erscheinungsdatum: 23. September 2003
- Fertigungstechnik: 130 nm (SOI)
- Die-Größe: 193 mm² bei 105,9 Millionen Transistoren
- Taktraten: 2,2 GHz
  - FX-51: 2,2 GHz

### Sledgehammer CG
- Revision CG
- L1-Cache: 64 + 64 KiB (Daten + Instruktionen)
- L2-Cache: 1024 KiB mit Prozessortakt
- MMX, Extended 3DNow!, SSE, SSE2, AMD64
- Sockel 940, HyperTransport mit 800 MHz (HT 1600)
- Betriebsspannung (VCore): 1,50 V
- Leistungsaufnahme (TDP): 89 W
- Erscheinungsdatum: 23. September 2003
- Fertigungstechnik: 130 nm (SOI)
- Die-Größe: 193 mm² bei 105,9 Millionen Transistoren
- Taktraten: 2,2–2,4 GHz
  - FX-51: 2,2 GHz
  - FX-53: 2,4 GHz

## Modelldaten Sockel 939
Alle Prozessoren für den Sockel 939 besitzen einen Speichercontroller mit zwei Kanälen (144 Bit, Dual-Channel-Betrieb) für DDR-SDRAM.

### Clawhammer
- Revision CG
- L1-Cache: 64 + 64 KiB (Daten + Instruktionen)
- L2-Cache: 1024 KiB mit Prozessortakt
- MMX, Extended 3DNow!, SSE, SSE2, AMD64, Cool’n’Quiet, NX-Bit
- Sockel 939, HyperTransport mit 1,0 GHz (HT 2000)
- Betriebsspannung (VCore): 1,50 V
- Leistungsaufnahme (TDP): 89 W (FX-55: 104 W)
- Erscheinungsdatum: 1. Juni 2004
- Fertigungstechnik: 130 nm (SOI)
- Die-Größe: 193 mm² bei 105,9 Millionen Transistoren
- Taktraten: 2,4–2,6 GHz
  - FX-53: 2,4 GHz
  - FX-55: 2,6 GHz

### San Diego
- Revision E4
- L1-Cache: 64 + 64 KiB (Daten + Instruktionen)
- L2-Cache: 1024 KiB mit Prozessortakt
- MMX, Extended 3DNow!, SSE, SSE2, SSE3, AMD64, Cool’n’Quiet, NX-Bit
- Sockel 939, HyperTransport mit 1,0 GHz (HT 2000)
- Betriebsspannung (VCore): 1,35–1,40 V
- Leistungsaufnahme (TDP): 104 W
- Erscheinungsdatum: April 2005
- Fertigungstechnik: 90 nm (SOI)
- Die-Größe: 115 mm² bei 114 Millionen Transistoren
- Taktfrequenzen: 2,6–2,8 GHz
  - FX-55: 2,6 GHz
  - FX-57: 2,8 GHz

### Toledo
Doppelkernprozessor (Dual-Core)
- Revision E6
- L1-Cache: je Kern 64 + 64 KiB (Daten + Instruktionen)
- L2-Cache: je Kern 1024 KiB mit Prozessortakt
- MMX, Extended 3DNow!, SSE, SSE2, SSE3, AMD64, Cool’n’Quiet, NX-Bit
- Sockel 939, HyperTransport mit 1,0 GHz (HT 2000)
- Betriebsspannung (VCore): 1,35–1,40 V
- Leistungsaufnahme (TDP): 110 W
- Erscheinungsdatum: Januar 2006
- Fertigungstechnik: 90 nm (SOI)
- Die-Größe: 199 mm² bei 233,2 Millionen Transistoren
- Taktfrequenzen: 2,6 GHz
  - FX-60: 2,6 GHz

## Modelldaten Sockel AM2
Alle Prozessoren für den Sockel AM2 besitzen einen Speichercontroller mit zwei Kanälen (128 Bit, Dual-Channel-Betrieb) für DDR2-SDRAM.

### Windsor
Doppelkernprozessor (Dual-Core)
- Revision F2
- L1-Cache: je Kern 64 + 64 KiB (Daten + Instruktionen)
- L2-Cache: je Kern 1024 KiB mit Prozessortakt
- MMX, Extended 3DNow!, SSE, SSE2, SSE3, AMD64, Cool’n’Quiet, NX-Bit, AMD-V
- Sockel AM2, HyperTransport mit 1,0 GHz (HT 2000)
- Betriebsspannung (VCore): 1,35–1,40 V
- Leistungsaufnahme (TDP): 125 W
- Erscheinungsdatum: Juni 2006
- Fertigungstechnik: 90 nm (SOI)
- Die-Größe: 230 mm² bei 227,4 Millionen Transistoren
- Taktfrequenzen: 2,8 GHz
  - FX-62: 2,8 GHz

## Modelldaten Sockel F
Alle Prozessoren für den Sockel F besitzen einen Speichercontroller mit zwei Kanälen (128 Bit, Dual-Channel-Betrieb) für DDR2-SDRAM (Registered-Module notwendig).

### Windsor FX
Doppelkernprozessor (Dual-Core)
- Revision F3
- L1-Cache: je Kern 64 + 64 KiB (Daten + Instruktionen)
- L2-Cache: je Kern 1024 KiB mit Prozessortakt
- MMX, Extended 3DNow!, SSE, SSE2, SSE3, AMD64, Cool’n’Quiet, NX-Bit, AMD-V
- Sockel F, HyperTransport mit 1,0 GHz (HT 2000)
- Betriebsspannung (VCore): 1,35–1,40 V
- Leistungsaufnahme (TDP): 125 W
- Erscheinungsdatum: November 2006
- Fertigungstechnik: 90 nm (SOI)
- Die-Größe: 230 mm² bei 227,4 Millionen Transistoren
- Taktfrequenzen: 2,6–3,0 GHz
  - FX-70: 2,6 GHz
  - FX-72: 2,8 GHz
  - FX-74: 3,0 GHz